# Skagen Point
Der Skagen Point ist eine markante, felsige Landspitze an der Küste des ostantarktischen Kemplands. Sie markiert die nordwestliche Begrenzung der Einfahrt vom Langsundet in die Bell Bay.
Norwegische Kartographen kartierten sie 1946 anhand von Luftaufnahmen der Lars-Christensen-Expedition 1936/37. Sie benannten sie nach der dänischen Stadt Skagen am nördlichen Ende der Kimbrischen Halbinsel, wo Skagerrak und Kattegat aufeinandertreffen. Das Antarctic Names Committee of Australia übertrug diese Benennung 1972 ins Englische.